# LZ 8

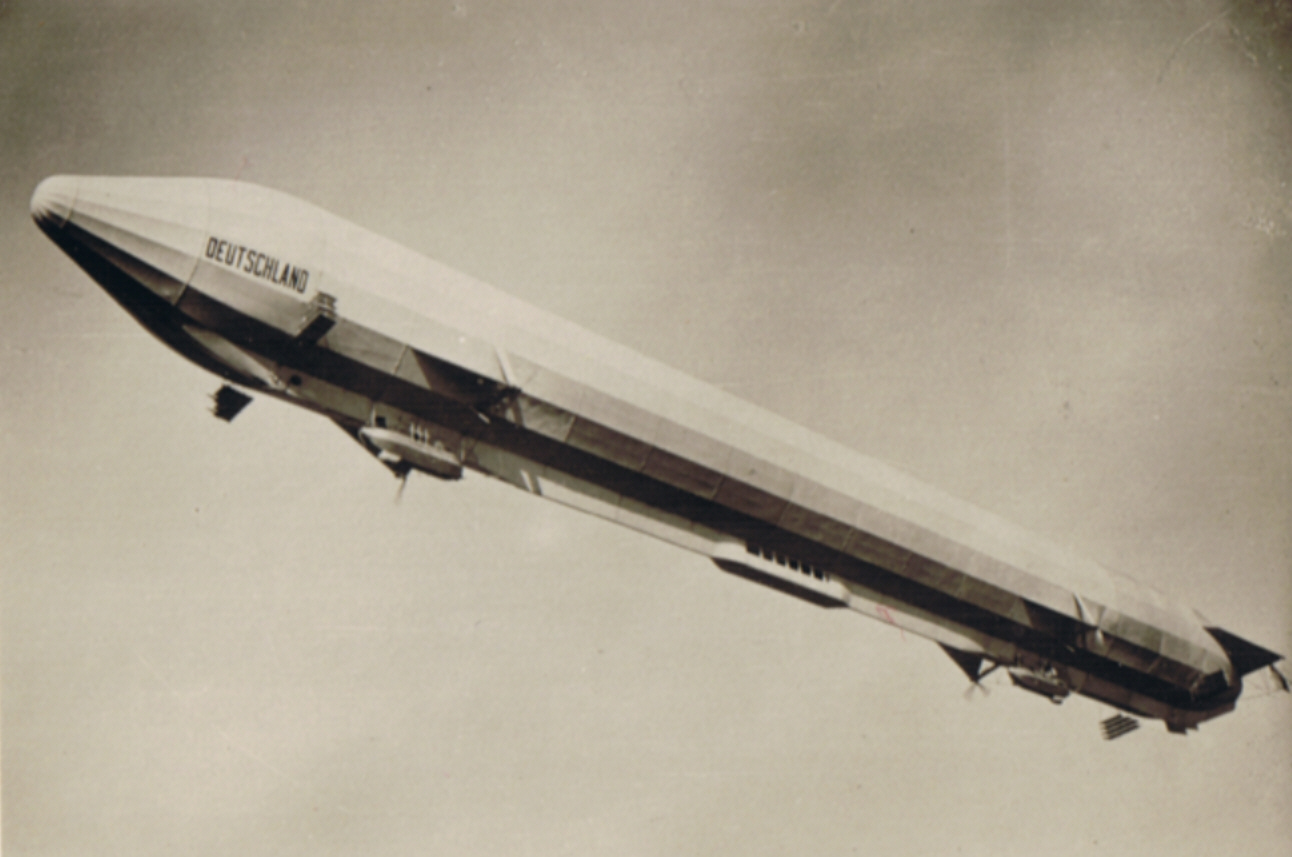
LZ 8 „Deutschland“

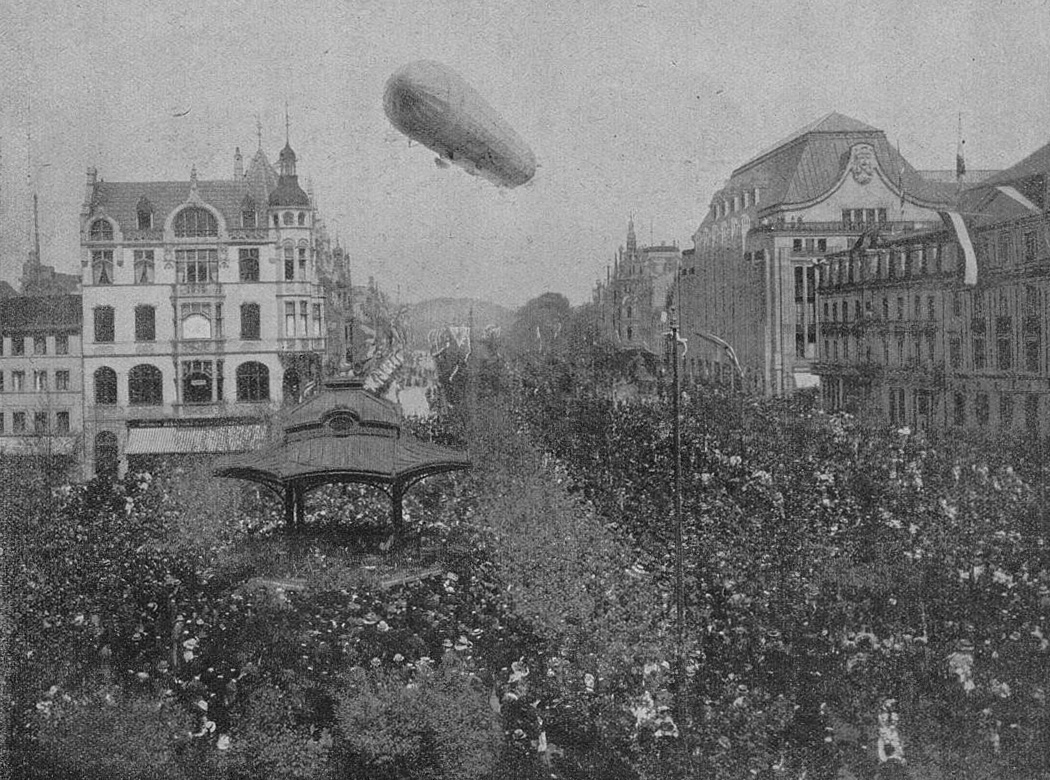
Das Luftschiff „Deutschland“ über der Düsseldorfer Alleestraße am 7. Mai 1911

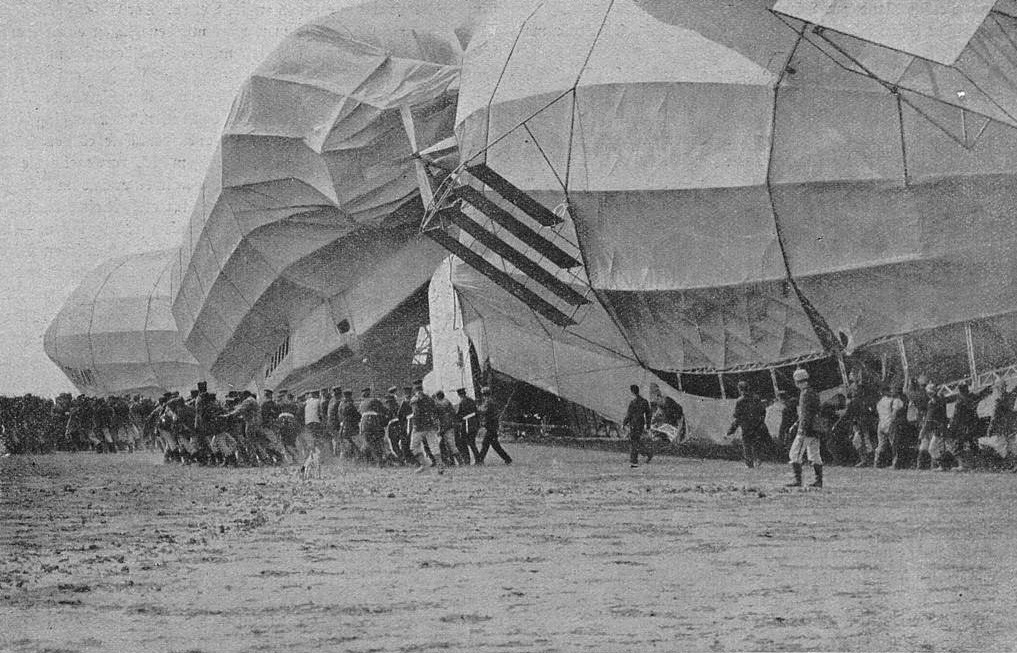
Beginn der Bergungsarbeiten durch Mannschaften des Niederrheinischen Füsilier-Regiments Nr. 39 auf der Golzheimer Heide, 16. Mai 1911

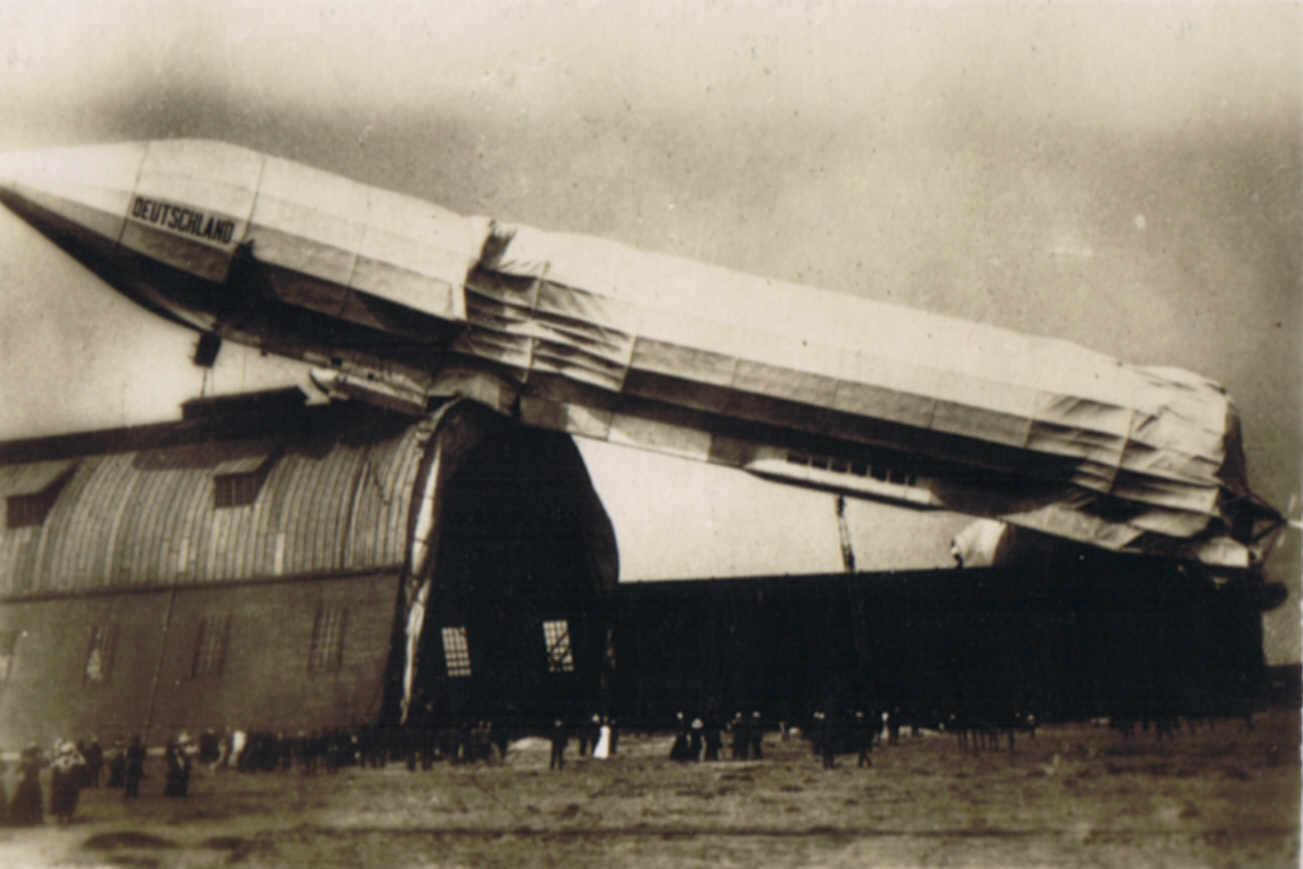
Verlust von LZ 8 in Düsseldorf im Mai 1911

Der Zeppelin LZ 8 „Deutschland“ war ein Verkehrsluftschiff der Deutschen Luftschiffahrts-Aktiengesellschaft (DELAG) zu Beginn des 20. Jahrhunderts.

## Geschichte
Aus dem Wrack des verunglückten Zeppelins LZ 7 „Deutschland“ verwendete man alle noch brauchbaren Teile für den Bau von LZ 8 „Deutschland“. So wurde LZ 8 baugleich mit LZ 7, galt als dessen Nachfolger und ist deshalb fälschlicherweise auch unter dem Namen Deutschland II bekannt.
LZ 8 wurde am 30. März 1911 in Dienst gestellt und als Verkehrsluftschiff der DELAG im innerdeutschen Passagierluftverkehr eingesetzt. Das Luftschiff machte 24 Fahrten mit 129 zahlenden Passagieren bei einer Fahrstrecke von insgesamt 2379 km. Kapitän von LZ 8 war Hugo Eckener.

## Ende von LZ 8
Nach nur eineinhalb Monaten Dienstzeit wurde der Zeppelin auf dem Flugfeld in Düsseldorf am 16. Mai 1911 von einer starken Bö gegen die Luftschiffhalle gedrückt und dabei zerstört.

## Technische Daten
- Traggasvolumen: 19.300 m³ Wasserstoff
- Länge: 148 m
- Durchmesser: 14,0 m
- Nutzlast: 6,8 t
- Antrieb: Drei vierzylindrige Daimler-Motoren von je 120 PS